# Anna Weidel
Anna Weidel (Kufstein, Austria, 25 de mayo de 1996) es una deportista alemana que compite en biatlón. Ganó una medalla de oro en el Campeonato Europeo de Biatlón de 2025, en la prueba de relevo.

## Palmarés internacional
| Campeonato Europeo | Campeonato Europeo | Campeonato Europeo | Campeonato Europeo |
| Año                | Lugar              | Medalla            | Prueba             |
| ------------------ | ------------------ | ------------------ | ------------------ |
| 2025               | Martello (Italia)  | Medalla de oro     | Relevo             |